# موريس ديفيس
موريس ديفيس هو ملحن كندي، ولد في 1 مارس 1904، وتوفي في 13 نوفمبر 1968.

## وصلات خارجية
- موريس ديفيس على موقع IMDb (الإنجليزية)
- موريس ديفيس على موقع قاعدة بيانات الفيلم (الإنجليزية)